# 'Tis Time for «Torture», Princess
'Tis Time for «Torture», Princess (яп. 姫様"拷問"の時間です, Hime-sama «Gōmon» no Jikan desu, укр. Принцесо, час для «тортур») — манґа, написана Робінсоном Харухарою та проілюстрована Хіракеєм. Її публікація розпочалася на сайті манґи Shōnen Jump+ у квітні 2019 року. Станом на жовтень 2024 року випущено шістнадцять томів танкобонів. Аніме-адаптація, створена студією Pine Jam, виходила в ефір з січня по березень 2024 року. Анонсовано другий сезон.

## Синопсис
У розпал битви між Імперською армією людства та демонічними Ордами Пекла принцесу з армії було захоплено разом із її святим мечем Екс. Оскільки звичайні тортури заборонені договором про військовополонених між двома сторонами, верховна інквізиторка Тортуре Тортура застосовує незвичайні «тортури» — зазвичай у вигляді спокушання японськими стравами та ласощами. Принцеса зрештою здається, але видає здебільшого незначну інформацію, а в рідкісних випадках, коли вона говорить щось корисне, Володар Пекла все одно не використовує ці відомості.

## Персонажі

### Головні
Принцеса (яп. 姫様, Hime-sama)
Сейю: Харука Шіраїші
Командувачка Третього Ордена Імперської армії та принцеса королівства Людського світу. Видатна воїтелька, але водночас велика любителька їжі, через що є особливо вразливою до «тортур» Торчури.
Екскалібур (яп. エクスカリバー, Ekusukaribaa)
Сейю: Тікахіро Кобаяші
Прізвисько — «Екс». Легендарний священний меч Принцеси, який поводиться як розсудлива сторона дуету. Постійно намагається вмовити Принцесу не піддаватися «тортурам» Орди Пекла та не видавати імперські секрети, але його зусилля майже завжди марні, оскільки Принцеса зрештою здається.
Тортуре Торчура (яп. トーチャー・トルチュール, Tōchā Toruchūru)
Сейю: Сідзука Іто
Верховна інквізиторка Орди Пекла та головна «мучителька» Принцеси. Спеціалізується на «тортурах» їжею, використовуючи апетитні й непереборні страви та смаколики, щоб змусити Принцесу розкрити таємниці.

### Катівні
Датама (яп. ダターマ, Datāma)
Головний помічник Тортуре Торчури, високий чоловік із намальованою на обличчі зіркою. Зазвичай відповідає за приготування їжі та її презентацію під час «тортур».
Йокі (яп. 陽鬼, Yōki) і Інкі (яп. 陰鬼, Inki)
Сейю: Анна Наґасе (Йокі), Хонока Іное (Інкі)
Рідні по крові демонески оні: дворога Йокі та однорога Інкі. Обіймають звання «лейтортуристів» (тортуристи середнього рівня). Спеціалізуються на «тортурах», пов'язаних із дружбою та спільним дозвіллям і схоже щиро хочуть потоваришувати з Принцесою.
Кролл (яп. クロル, Kuroru)
Сейю: Ая Ямане
Старший боєць та досвідчена катівниця, яка спеціалізується на «тортурах» із використанням тварин. Має в своєму арсеналі як хижих звірів, так і милих створінь.
Гігант (яп. ジャイアント, Jaianto)
Сейю: Ай Каяно
Добродушна велетка, яку Принцеса називає «Матінка-Майстриня». Надає перевагу спокійним заняттям та відпочинку замість справжніх катувань.
Мао-Мао (яп. マオマオちゃん, Maomao-chan)
Сейю: Ріна Хідака
Мила та чиста душею донька Володаря Пекла. Застосовує невинні дитячі «тортури», щоб спокушати Принцесу розкрити секрети. Втім, Принцеса зазвичай здається просто через її чарівність.
Гілга (яп. ギルガ, Giruga)
Сейю: Саяка Сенбонґі
Ковалька Орди Пекла та близька подруга Торчури. Хоча офіційно не є катівницею, час від часу допомагає в «тортурах» Принцеси.
Ваніла Пешуц (яп. バニラ・ペシュッツ, Banira Peshuttsu)
Сейю: Мію Томіта
Гордовита, але незріла молода вампірка з аристократичного роду Пешуц із Пекельного королівства. Має звання «маршала шкоди» (катівниця вищого рівня), проте досі недосвідчена в катуваннях. Попри часті невдачі, змогла знайти спільну мову з Принцесою.

### Орда Пекла
Володар Пекла (яп. 魔王, Maō)
Сейю: Тессьо Ґенда
Король Орди Пекла та демон-завойовник, який прагне підкорити людський світ. Наймає різних катів, щоб допитати Принцесу й дізнатися таємниці її королівства. Проте часто ігнорує здобуту інформацію через власні примхи. Також є турботливим сім'янином та шанувальником японської культури.
Лулун (яп. ルルン, Rurun)
Сейю: Май Накахара
Дружина Володаря Пекла й королева Орди Пекла. Попри свій титул, веде скромне життя разом із чоловіком і донькою Мао-Мао. Розумна, зріла й вродлива.
Канадже (яп. カナッジ, Kanajji)
Сейю:  Дзюн Фукусіма
Помічник Володаря Пекла, гуманоїдний карлик-свиня.

### Люди
Луш Бріттан (яп. ルーシュ・ブリタン, Rūshu Buritan)
Священний білий лицар Імперської армії, якому доручено врятувати Принцесу з полону Орди Пекла. Володіє великою бойовою силою, але має непривабливу зовнішність.
Джімочі (яп. ジモチ)
Сейю: Хоучу Оцука
Колишній почесний лицар Імперії, який став дворецьким Принцеси. Часто з'являється у її спогадах. Був суворим наставником у її тренуваннях, але таємно пригощав її дешевими закусками та їжею з китайських ресторанів після тренувань.

## Медіа

### Манґа
Серію написано Робінсоном Харухарою та проілюстровано Хіракеєм. Публікація розпочалася на сайті манґи Shōnen Jump+ 4 квітня 2019 року. Перший том танкобону вийшов 4 вересня 2019 року. Станом на жовтень 2024 року випущено шістнадцять томів.
У жовтні 2019 року Manga Plus оголосили, що почнуть публікувати серію у своєму додатку та на сайті.

#### Список томів
| №  | Дата виходу      | ISBN                   |
| -- | ---------------- | ---------------------- |
| 1  | 4 вересня 2019   | ISBN 978-4-08-882045-3 |
| 2  | 4 лютого 2020    | ISBN 978-4-08-882221-1 |
| 3  | 4 серпня 2020    | ISBN 978-4-08-882398-0 |
| 4  | 4 листопада 2020 | ISBN 978-4-08-882524-3 |
| 5  | 4 січня 2021     | ISBN 978-4-08-882535-9 |
| 6  | 2 липня 2021     | ISBN 978-4-08-882719-3 |
| 7  | 3 вересня 2021   | ISBN 978-4-08-882765-0 |
| 8  | 4 січня 2022     | ISBN 978-4-08-882886-2 |
| 9  | 2 травня 2022    | ISBN 978-4-08-883122-0 |
| 10 | 4 жовтня 2022    | ISBN 978-4-08-883277-7 |
| 11 | 3 березня 2023   | ISBN 978-4-08-883444-3 |
| 12 | 4 липня 2023     | ISBN 978-4-08-883622-5 |
| 13 | 4 січня 2024     | ISBN 978-4-08-883843-4 |
| 14 | 4 березня 2024   | ISBN 978-4-08-883869-4 |
| 15 | 2 травня 2024    | ISBN 978-4-08-884067-3 |
| 16 | 4 жовтня 2024    | ISBN 978-4-08-884283-7 |
| 17 | 2 травня 2025    | ISBN 978-4-08-884550-0 |

### Аніме
Аніме-адаптацію серіалу було анонсовано 27 червня 2023 року. Його створила студія Pine Jam, а режисером виступила Йоко Канеморі. Сценарії написав Казуюкі Фудеясу, дизайном персонажів займалися Тошія Коно та Сатоші Фурухасі, а музику склав Масару Йокояма. Серіал виходив у ефір з 9 січня по 26 березня 2024 року на Tokyo MX та інших каналах. Опенінґ: «Massakasa Magic!» (яп. まっさかさマジック！) у виконанні Shallm, а ендонінґ: «Ashita wa Ashita no Kaze ga Fuku» (яп. 明日は明日の風が吹く) у виконанні Leevelles. Crunchyroll транслював серіал за межами Східної Азії, а Medialink отримала ліцензію на показ у Південній та Південно-Східній Азії, де серіал транслювався на YouTube-каналі Ani-One Asia ULTRA.
Після виходу дванадцятого фінального епізоду було оголошено про другий сезон.

#### Список серій
| № серії | Назва серії | Режисер(и)      | Сценарист(и)    | Режисер(и) анімації | Оригінальна дата показу |
| --- | ----------- | --------------- | --------------- | ------------------- | ----------------------- |
| 1 | «Серія 1»   | Йоко Канеморі   | Казуюкі Фудеясу | Йоко Канеморі       | 9 січня 2024            |
| Принцесу та її розумну зброю Екскалібур (Екс) захоплюють і ув'язнюють разом у камері. Тортура та Дамура спокушають принцесу свіжоспеченим тостом. Екс гордо виголошує довгу тираду про те, що вона ніколи не зізнається. Після деякого зволікання принцеса зізнається й отримує тост. Потім цей жарт повторюється з такоякі та раменом. |             |                 |                 |                     |                         |
| 2 | «Серія 2»   | Кендзі Такахаші | Момоко Муракамі | Кендзі Такахаші     | 16 січня 2024           |
| Йокі та Інкі грають у гру, схожу на «Super Smash Bros.», прямо в камері принцеси, у неї на очах. Їй дають контролер, після чого вона зізнається. Кралл відбирає м'яч у дитинчати білого ведмедя, але з почуття провини повертає його. Гігант «катує» принцесу, ведучи її до гарячих джерел, а Тортура їсть печиво з відбитками тварин, дивлячись на них — усе це змушує принцесу зізнатися. |             |                 |                 |                     |                         |
| 3 | «Серія 3»   | Рьо Такей       | Кономі Шуго     | Казухіро Йонеда     | 23 січня 2024           |
| Йокі та Інкі запрошують принцесу до парку розваг. Спершу Тортура неохоче, але все ж дозволяє їй піти в обмін на секрет. Донька Володаря Пекла, Мао-Мао, намагається спокусити її плівкою з пухирцями, але випадково витрачає всю. Тортура показує їй, як правильно їсти сяолунбао — обидва випадки змушують принцесу зізнатися. Білий лицар Луш Британ вривається, намагаючись телепортувати її разом із собою в безпечне місце. Вона відмовляється через його непривабливу зовнішність і він випадково телепортується без неї. |             |                 |                 |                     |                         |
| 4 | «Серія 4»   | Тецуя Вакано    | Казуюкі Фудеясу | Тецуя Вакано        | 30 січня 2024           |
| Володар Пекла наказує Тортурі «катувати» його, щоб довести, що вона ще здатна отримувати інформацію, адже він не отримував «корисних» відомостей. Вона показує йому «правильний спосіб» наливати пиво з банки в склянку, змушуючи його зізнатися в обмін на щойно налите пиво. Ексу проводять шліфування та грубе заточування, під час якого він весь час кричить від задоволення. В обмін на повне полірування Екс зізнається. Кралл спокушає принцесу «м’якими» подушечками лап прирученого гігантського вовка. Спочатку принцеса скаржиться, що вони пахнуть твариною. Після того як Кралл ділиться з нею своїм секретом, вона пробує ще раз і їй подобається. Мао-Мао грається на дитячому майданчику, що змушує принцесу зізнатися, аби приєднатися до неї. |             |                 |                 |                     |                         |
| 5 | «Серія 5»   | Комаво Юкіхіро  | Момоко Муракамі | Юме Міхо            | 6 лютого 2024           |
| Тортура приводить принцесу до річки та спокушає її підсмаженими маршмелоу. Вона зізнається й грається у воді. Тортурі наказують «катувати» її вдруге за день. Принцеса зглянувшись, мимохідь ділиться з нею секретом. Йокі та Інкі запрошують до компанії і разом із Тортурою, Датамою, Ексом та принцесою вони всі граються в річці. Після цього Гігантка веде її в спа. Йокі облаштовує будинок жахів, але через хворобу не може бути там присутньою. Принцеса зізнається, щоб припинити «тортури» й навідати її. |             |                 |                 |                     |                         |
| 6 | «Серія 6»   | Йошіюкі Асаї    | Кономі Шуго     | Йошіюкі Асаї        | 13 лютого 2024          |
| Володар Пекла просуває свою доньку за її досягнення й як нагороду грає з нею в ігри. Принцеса розуміє природу «тортур», які відбувалися до цього, коли Тортура заходить з розжареним праскою. Після деякої напруги вона використовує його, щоб розтопити сир раклет на м'ясі. Тортура заходить, щоб взяти трохи крові для медичного обстеження і принцеса, побоюючись голок отримує анестезуючий пластир в обмін на секрет. Луш Британ повертається, щоб врятувати її, однак цього разу він починає телепортувати їхній одяг спочатку, що знову змушує принцесу відмовитися і він знову телепортується без неї. |             |                 |                 |                     |                         |
| 7 | «Серія 7»   | Казухіро Йонеда | Казуюкі Фудеясу | Казухіро Йонеда     | 20 лютого 2024          |
| Кралл «катує» принцесу, кладучи сплячого кота їй на коліна, через що її ноги втрачають чутливість. Вона зізнається, щоб кота прибрали, не розбудивши його. Принцесу запрошують подивитися спортивний день, який проводить школа, де навчається Мао-Мао і вона сидить на полі поруч із Тортурою, Датамою, Йокі, Інкі та Ексом. Володар Пекла бере участь у деяких іграх разом з Мао-Мао та її матір'ю. Принцеса не може повірити, що ця загрозлива фігура, яка грається з Мао-Мао, є Володарем Пекла, якого вона знає як найбільшого ворога людства. Після того як Володар Пекла виголошує заключну промову, принцеса починає повертатися разом з усіма. |             |                 |                 |                     |                         |
| 8 | «Серія 8»   | Рьо Такей       | Момоко Муракамі | Йоко Канеморі       | 27 лютого 2024          |
| Епізод починається з флешбеку, де Йокі та Інкі в старшій школі обговорюють кар'єри. Інкі вирішує, що хоче робити людей щасливими, а Йокі вирішує, що хоче залишатися друзями з Інкі, тому обидві стають катами. Потім епізод повертається до сучасного часу, де вони намагаються «катувати» короля для підвищення, використовуючи танцювальну гру. Вони зазнають невдачі вперше, але за порадою принцеси повторюють «катування» з королем, додавши Мао-Мао до танцювальної гри і всі троє отримують підвищення. Гігантка та принцеса йдуть назад з онсена, йдуть до магазину за перекусами та розмовляють про зірки. Новий кат, Ваніла Пешуц, «катує» принцесу на американських гірках, але зрештою зізнається замість того, щоб катувати. |             |                 |                 |                     |                         |
| 9 | «Серія 9»   | Комаво Юкіхіро  | Момоко Муракамі | Котомі Дері         | 5 березня 2024          |
| Тортура відправляється у відрядження, їсть страви з мікрохвильовки та їжу з буфету. Мао-Мао, Лулун і Володар Пекла разом печуть печиво. Лулун майже випускає піднос, коли виймає його з духовки, але Володар Пекла спіймає піднос з печивом, поранивши руку, а його солдати лякаються, не знаючи, хто міг бути винуватцем. Тортура дає принцесі печиво від Мао-Мао та «катує» принцесу свіжезавареним чорним чаєм. Принцеса зізнається і Тортура з принцесою насолоджуються чаєм та печивом разом. Ваніла Пешуц «катує» принцесу тортом, який вона зробила з нуля, незважаючи на її обмежений досвід у кулінарії і зрештою дарує принцесі торт. Володар Пекла відвідує обід для батьків і дітей у школі своєї доньки. |             |                 |                 |                     |                         |
| 10 | «Серія 10»  | Йошіюкі Асаї    | Кономі Шуго     | Йошіюкі Асаї        | 12 березня 2024         |
| Принцеса б'ється з Йокі та Інкі на пляжі, використовуючи пластикові мечі, щоб луснути повітряні кульки на їхніх головах, в обмін на будь-яке бажання за перемогу чи розголошення секрету за поразку. Інкі вибуває, а незадовго до того, як Йокі вибуває, Тортура приводить решту персонажів, щоб запобігти її «неочікуваній» перемозі, але вона все одно виграє. Луш Британ затримується біля замку, повертаючись з події релізу айдолів і його зловив Володар Пекла. Британ атакує Володаря Пекла, який залишається незворушним, падає зі скелі, його рятують і вони двоє обговорюють аніме. Ваніла Пешуц хоче пограти в карти, тому вирішує «катувати» принцесу спокусою гри в карти. Принцеса розуміє це, каже, що хоче друзів теж, як свій «секрет» і двоє грають разом в карти. |             |                 |                 |                     |                         |
| 11 | «Серія 11»  | Кендзі Такахаші | Казуюкі Фудеясу | Кендзі Такахаші     | 19 березня 2024         |
| Кралл «катує» принцесу маленьким собакою, з яким принцеса грає в ловлю м'ячика і робить йому масаж живота, змушуючи її намалювати карту секретних проходів в імперії. Однак, експерт з проникнення з армії Пекла, який міг би використати ці карти, звільняється, щоб стати дитячим письменником, отримавши благословення та підтримку від Володаря Пекла. Принцеса потрапляє в ясний сон і зізнається в ньому, що хоче з'їсти їжу, думаючи, що це не має значення, оскільки це лише сон. Однак, Тортура стоїть поруч, поки вона зізнається і чує всі її секрети. Заклинання, що вибухає в лабораторії, перетворює всіх, крім принцеси, на дітей, і Тортура застосовує катування в стилі Мао-Мао до принцеси. Екс розуміє, що це шанс втекти, але решта персонажів приєднуються до принцеси і вона приймає це. Заклинання починає зникати з Тортури, хоча вона ще не повернулася до свого нормального вигляду і вона «катує» принцесу яловичим рагу, але через ефект заклинання вона втратила частину своїх кулінарних навичок. Принцеса заохочує її, пробує це і зізнається. Заклинання повністю зникає з Тортури і вона «катує» принцесу, дозволяючи їй замовити піцу з різними начинками на кожній чверті. |             |                 |                 |                     |                         |
| 12 | «Серія 12»  | Йоко Канеморі   | Казуюкі Фудеясу | Йошіюкі Асаї        | 26 березня 2024         |
| Ваніла Пешуц згадує, як принцеса стала її першою подругою і хоче зробити щось з нею. Принцеса дивиться відео, на якому вона та Джімочі катаються на ковзанах, на своєму телефоні. Ваніль бачить це і запрошує її на ковзанку. Принцеса спочатку вважає це катуванням, але пізніше розуміє, що це не так і вчить Ваніль кататися на ковзанах. Принцеса застуджується. Тортура скасовує катування і дає принцесі футон, удон, пудинг і телевізор. Тортура повідомляє принцесі, що будуть перестановки в армії Пекла, тому принцеса непрямо просить її викликати всіх інших, перш ніж їх можуть поміняти місцями. Однак, всі залишаються разом. Принцеса і Володар Пекла телепортуються в альтернативний світ після того, як їх вдаряє блискавка під час баскетбольного матчу, і Володар Пекла пояснює, як він врятував паралельний світ за ті дві години, поки принцеса ще спала. |             |                 |                 |                     |                         |

### Інші медіа
Принцеса є одним з ігрових персонажів у відеогрі Captain Velvet Meteor: The Jump+ Dimensions, яка вийшла на Nintendo Switch 28 липня 2022 року.

## Сприйняття
У 2020 році серія посіла друге місце на Next Manga Award у категорії вебманги. Макото Юкімура, автор «Сага про Вінланд», порекомендував серіал, назвавши його своєю «улюбленою мангою в наші дні».
У рецензії на аніме-адаптацію Кевін Кормак з Anime News Network був дещо критичнішим до серіалу. Він вважає центральну ідею серіалу занадто повторюваною, попри деякі спроби змінити формулу і порівнює Принцесу з головною героїнею «Сплячої принцеси в замку демонів», вважаючи першу значно менш цікавим персонажем. Кормак, однак вважав інших персонажів, таких як Тортура і Володар Пекла, більш різноманітними і був більш позитивно налаштований щодо деяких «корисних» моментів у шоу.